# Linescio
Linescio je obec ve švýcarském kantonu Ticino, okresu Vallemaggia. Nachází se v západní části kantonu, u hranic s Itálií. Žije zde 48 obyvatel.

## Geografie
Obec leží v nadmořské výšce 668 m na skalách na levém břehu řeky Rovana, 26 km severozápadně od Locarna. Západní hranice obce vede z vrcholu Madone di Camedo (2446 m n. m.) mírně jihovýchodním směrem - většinou podél potoka Ri di Fraccia - dolů k řece Rovana. Po jejím překročení stoupá jihozápadním obloukem k Pizzo Sascola (2057 m n. m.). Po jeho východním svahu se setkává s osadou Rotanda (1268 m n. m.) a vede severním směrem zpět k Rovaně. Po jejím překonání se krátce vydává na severovýchod a poté se vydává severozápadním směrem až ke Costone di Camedo (2121 m n. m.). Odtud vede krátká severní hranice západním směrem zpět do Madone di Camedo. Hlavní sídla se nacházejí podél silnice z Cevia směrem na Cimalmotto (obec Campo (Vallemaggia)) a jsou to od východu na západ Ponte Asciutto (708 m n. m.), Linescio di Fuori (700 m n. m.), Linescio (vesnice) (664 m n. m.) a Linescio di Dentro (677 m n. m.).
Nad těmito vesnicemi se nacházejí vesnice Bolla (1020 m n. m.) a Monte (1093 m n. m.). Jediným sídlem, které stojí za zmínku v oblasti na pravém břehu Rovany, je Faido (700 m n. m.). Nacházejí se zde však i další skupiny domů a jednotlivé zemědělské usedlosti. Kromě hlavního sídla se jedná převážně o alpské domy, které nejsou celoročně obydlené. Z celkové rozlohy obce 658 ha tvoří pouze 1,5 % zemědělská půda a 1,2 % zastavěná půda. Téměř dvě třetiny rozlohy obce, přesně 65,6 %, pokrývají lesy a lesní porosty a 31,7 % tvoří neproduktivní půda (převážně hory).
Sousedními obcemi jsou Cevio a Cerentino.

## Historie
Obec je poprvé doložena v roce 1437 jako Lignazio. Samostatnou obcí je teprve od roku 1858. Předtím patřila pod Cevio.
Farní kostel S. Remigio, vysvěcený v roce 1640, byl přestavěn v letech 1817–1819. V roce 1757 se farnost oddělila od proboštského kostela v Ceviu. Hustá terasovitá struktura obce umožňovala co nejlepší využití půdy; na strmých svazích se pěstovalo žito, konopí, len a později i brambory. V důsledku vystěhovalectví v 19. století a stěhování do městských center, zejména po roce 1950, byla velká část polí, luk a pastvin opuštěna. V roce 2000 již v primárním sektoru nepracoval ani jeden obyvatel. Těžba probíhá na pravé straně údolí (lomy Beola). Na počátku 21. století byl vypracován projekt na záchranu teras před rozpadem prostřednictvím konzervačních opatření.

## Obyvatelstvo
| Rok            | 1860 | 1870 | 1900 | 1941 | 1950 | 1960 | 1970 | 1990 | 2000 | 2010 | 2020 |
| Počet obyvatel | 243  | 265  | 220  | 142  | 139  | 107  | 53   | 32   | 32   | 48   | 42   |

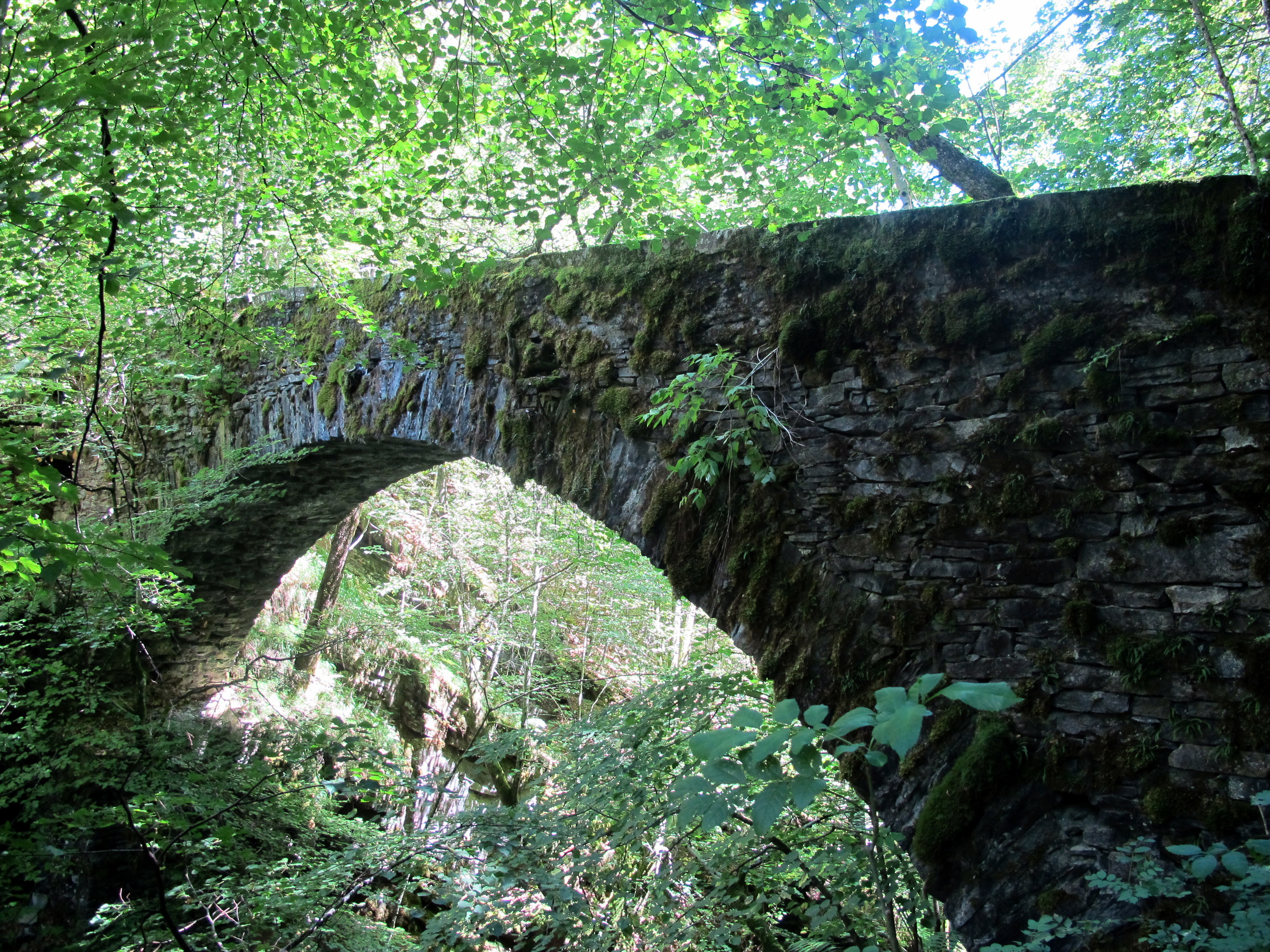
Historický most v obci

Navzdory omezené orné půdě se obec do roku 1870 rozrostla na 265 obyvatel. Poté nastoupilo zámořské vystěhovalectví do Kalifornie a Austrálie. Velký pokles počtu obyvatel pokračoval až do nedávné minulosti (1870–2000: -87,9 %). První vlna vystěhovalectví (1860–1939) směřovala do zámoří, druhá (od roku 1950) do městských oblastí Ticina. Po roce 2000 se však několik osob naopak přistěhovalo.

## Hospodářství a doprava
V dřívějších dobách se obyvatelé živili zemědělstvím, chovem dobytka a zpracováním kamene. Kvůli nedostatku pracovních příležitostí se mnoho obyvatel v 19. století vystěhovalo do Kalifornie a Austrálie.
V 21. století většina obyvatel pracuje mimo obec v obchodě a službách. Poté, co zemědělská komunita mezitím zanikla, pracují od roku 2005 opět dva lidé v zemědělství. V obci je také malá restaurace a od roku 2013 jednoduchý hostinec u vjezdu do obce a ateliér pro malování porcelánu.
Linescio je napojeno na síť veřejné dopravy poštovními autobusovými linkami Cevio – Linescio – Bosco/Gurin a Cevio – Linescio – Cimalmotto.